# 長野県飯田工業高等学校
長野県飯田工業高等学校（ながのけんいいだこうぎょうこうとうがっこう）は、かつて長野県飯田市座光寺にあった県立工業高等学校。「飯工（いいこう）」の通称で呼ばれていた。平成24年度末（2013年3月）をもって飯田長姫高等学校に統合（吸収）され廃校、飯田長姫高校は飯田OIDE長姫高等学校と改名された。

## 校訓
- 「OIDE」
  - O=Originality（独創）
  - I=Imagination（想像力）
  - D=Device（工夫）
  - E=Effort（努力）

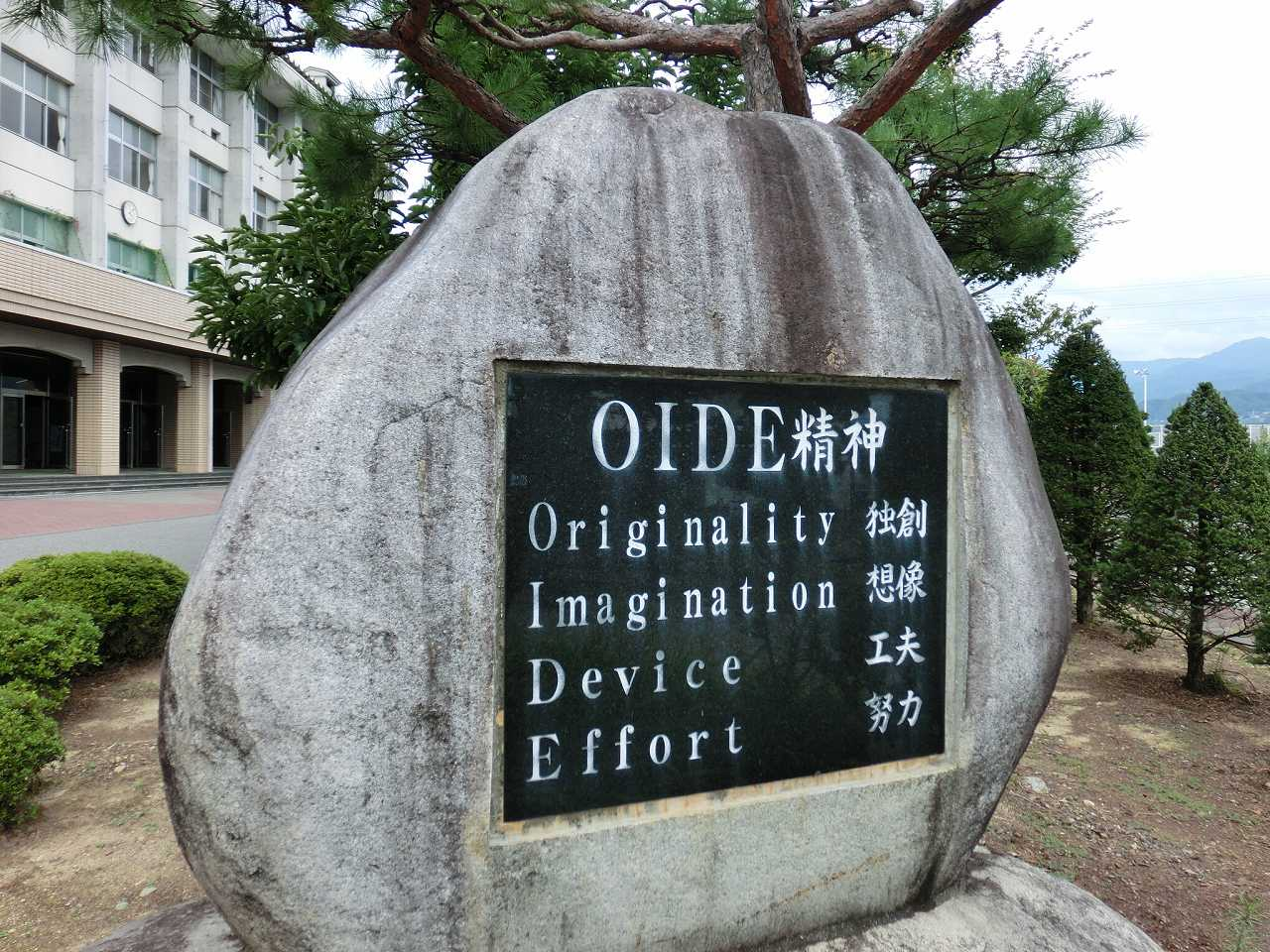
OIDE精神の石碑

「OIDE」と書いて「おいで」と読む。これは初代校長の折井一が提言したのが始まりで、校門には「OIDE精神の石碑」、「OIDE松II世」が置かれている。
この「OIDE」は新校名である飯田OIDE長姫高等学校にも用いられている。

## 沿革
- 1946年12月28日 - 上郷村立上郷農工技術学校として開校。昼間職業課程（工業、農業、家庭選択）を設置。（現在の飯田女子高校の所在地に設置された）
- 1950年4月 - 長野県飯田長姫高等学校上郷分校（定時制普通科）を設置。
- 1954年4月 - 長野県岡谷工業高等学校飯田分校を長野県飯田長姫高等学校上郷分校内に併置。
- 1956年4月 - 組合立長野県飯田工業高等学校が開校され独立を果たす。校歌と校章を制定。昼間定時制課程機械科を設置。
- 1957年 10月- 飯田市城山に新校舎落成。（現在のかざこし子どもの森公園付近）
- 1959年4月 - 長野県に移管し、長野県飯田工業高等学校と改称。定時制を全日制に切替。
- 1960年4月 - 電気科を設置。
- 1961年4月 - 定時制課程機械科を設置。
- 1966年 - 独立10周年記念式典。
- 1976年 - 創立30周年記念式典。同窓会を統合。
- 1989年10月28日 - 現在の飯田市座光寺（長野県畜産試験場跡地）に移転。
- 1990年4月 - 機械科の1クラスを電子機械科に転科。
- 1991年10月10日 - 新学生会館「爽風会館」竣工
- 1991年10月28日 - 校舎全面移転改築落成記念式典挙行
- 1996年 - 創立50周年記念式典。
- 2006年9月 - 統合新高校の名前を募集。
- 2006年10月 - 創立60周年記念式典。
- 2007年2月 - 長野県飯田長姫高等学校との統合案を県議会が決定。
- 2010年11月 - 飯田新校校名等検討委員会が校名の協議を行うが決まらず。
- 2011年4月 - 飯田新校一期生入学。
- 2013年3月 - 閉校式

### 跡地利用
平成24年度末に廃校となった飯田工業高校の校舎は、飯田女子高等学校が校舎建て替えのため平成25年度・26年度の2年間使用した。2015年秋に映画「orange」の一部のロケが行われている。2017年より信州大学、長野県工業技術総合センター、南信州・飯田産業センターが連携する長野県航空機システム拠点としての利用が始まり、段階的改修整備を経て2019年には南信州広域連合による産業振興と人材育成の拠点「エス・バード」となった。

## 設置学科
- 全日制
  - 機械科3クラス：平成24年11月18日、機械科の研究課題で、成層圏から地球を撮影しようと、気球にビデオカメラやスマートフォン、GPSを搭載し飛ばした。しかし、高度が上がるにつれ捕捉できなくなり気球の行方が分からなくなった。8年経った令和2年11月7日、埼玉県内の山中で森林管理業者が発見、担当教員に連絡し回収された。機材やデータに大きな損傷は無く当時の映像が残されていた[3][4][5]。
  - 電気科4クラス
  - 電子機械科3クラス

- 定時制
  - 機械科4クラス
飯田工業高校、飯田長姫高校双方に存在する定時制は定時制普通科と定時制基礎工学科となり、工業にある定時制機械科は消滅する。

## 学校行事

### 全校対象

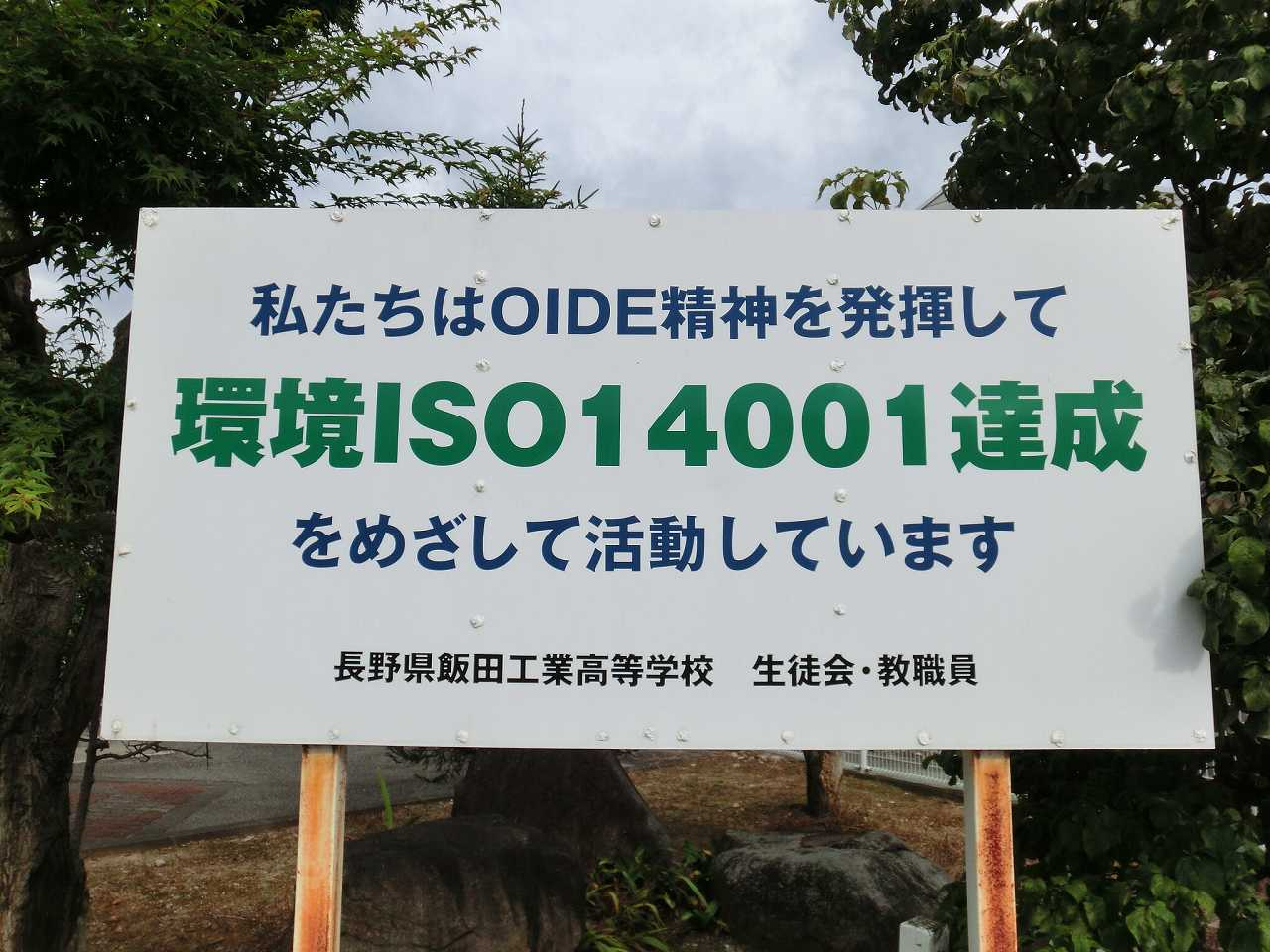
飯工ではISO14001の達成を目指している。OIDE清掃もその一環である。

- 卒業式
- 離任式
- 壮行会
- 文化祭
- クラスマッチ（年に数回）
- OIDE清掃

学年、クラスによって行う日時が異なるが主に校内、校外のゴミ拾い、草とりをする。

### 各学年別対象
1年対象
- 応援練習

入学して最初に実施される行事である。ここで校歌、応援歌を覚える。この行事のため、主に運動部から応援委員会が構成され一年生の指導を行う。但し統合に伴い応援委員会は解散する。
2年対象
- 修学旅行

北海道か沖縄が定番だが、ここ数年は沖縄が多い。
- インターンシップ

大半は南信州地域に行くが上伊那地域に行く事も有る。
3年対象
- 各種検定の実施。

## 部活動
生徒会規則に依れば生徒は何らかの部活動に所属することになっているが所属していない生徒もいる。

### 全日制
運動部
- 硬式野球部
- 陸上部
- サッカー部
- テニス部
- 卓球部
- バスケットボール部
- バレーボール部
- 柔道部

全日制、定時制の両方に有る。特に定時制の柔道部は過去に何度も全国大会に出場している。全日制も北信越大会、県大会に幾度も出場しておりその都度巨大な垂れ幕を学校屋上から正面方向に走る国道153号に向けていた。
- 空手道部

過去に全国大会にも出場しており,部の目標も全国大会出場である。
- 弓道部
- 山岳部
- ラグビー部
- 剣道部

学芸部
- 電気部

ロボット製作や地域へのボランティア活動を主な活動としている。相撲ロボット、マイコンカーラリー、アイディアロボット、マイクロロボット等を製作し、ものづくりコンテストにも積極的に参加している。
2009年- マイクロロボットコンテスト優勝
2010年- 全日本ロボット相撲大会出場、第18回 全国高等学校ロボット競技大会出場
2011年- 第19回 全国高等学校ロボット競技大会出場
- 原動機部

競技用電気自動車を製作して大会に出場している。
今年度三重県鈴鹿市鈴鹿サーキットで行われた「2012Ene-1GP SUZUKA」に2台出場した。車体重量制限無しのクラスで総合3位、高校生部門優勝、車体35kg以上のクラスで総合優勝した。

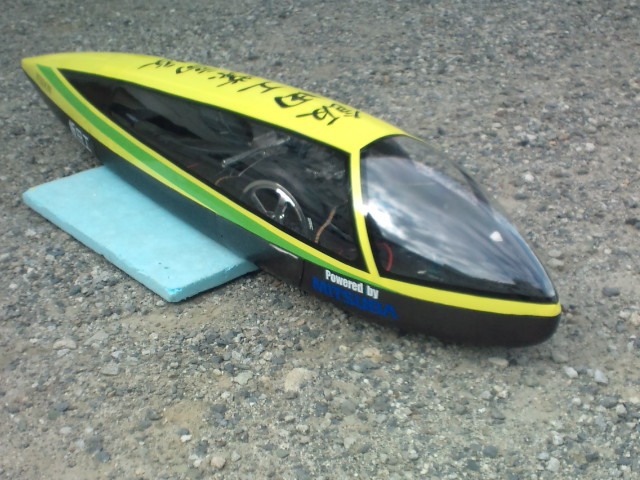
原動機部製作 WISDOM (ウィズダム)

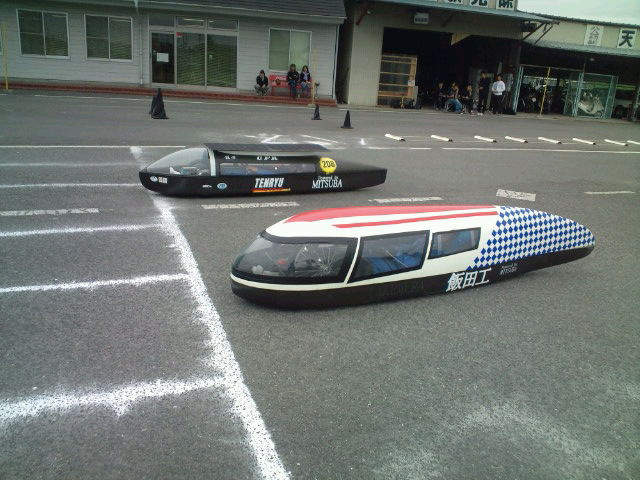
手前CFR,奥ソーラーカー。後者は2011Ene-1GP SUKUKAで車体35㎏以上クラスで総合2位

- コンピューター制御部

かつては「OIDEBOY」に代表される二足歩行ロボットを製作していたが2010年より飯工戦隊テックレンジャーの製作が主な活動であり飯田地域のご当地ヒーローを目指している。
- 美術工芸部
- 軽音部
- 吹奏楽部
- ギター部
- ブラスバンド部
- 写真部
- アマチュア無線部
- 計算技術部
- 電子計算機部
- 機械部

同好会
- 水泳同好会
- ソフトテニス同好会

### 定時制
- 卓球部
- 柔道部
- 将棋部
- 音楽部
- 電気部
- ソフトテニス部
- バスケットボール部
- バドミントン部

## 著名な卒業生
- 長沼六男（カメラマン）

## 交通
- JR東海飯田線元善光寺駅徒歩5分